# Hartmut Lange (Schauspieler)
Hartmut Lange (* 1956) ist ein deutscher Schauspieler.

## Leben
Lange absolvierte von 1977 bis 1981 eine Schauspielausbildung an der Westfälischen Schauspielschule Bochum.
Er arbeitete im Laufe seiner Karriere schwerpunktmäßig als Theaterschauspieler. Er hatte mehrere Festengagements am Staatstheater Stuttgart (1981–1986), am Landestheater Tübingen (1987–1990), am Stadttheater Konstanz (1991–1992), an den Bühnen der Stadt Magdeburg (1994–1996) und am Stadttheater Lübeck (1997–2003). Seitdem arbeitete Lange als freier Schauspieler.
Zu seinen Hauptrollen auf der Theaterbühne gehörten unter anderem Salieri in Amadeus, Demetrius in Ein Sommernachtstraum, Yvan in Kunst und der Colonel in Schocks von Sam Shepard.
Seit den 1990er Jahren übernahm er regelmäßig auch Fernsehrollen; häufig spielte er Episodenrollen in Krimiserien, unter anderem in Derrick, SOKO Wismar und Küstenwache.
In der Kieler Tatort-Folge Sternenkinder mit Axel Milberg spielte er 2006 die Rolle des Kriminalrats Bornek. In der Fernsehserie Die Anwälte verkörperte er 2008 in der Episode Selbstjustiz den in einen Rechtsstreit mit seinem Auftraggeber verwickelten Porträtmaler Jörn Esche.
In der Märchenverfilmung Die Bremer Stadtmusikanten war er 2009 als Räuberhauptmann zu sehen.

## Filmografie (Auswahl)
- 1991: Derrick – Gefährlicher Weg durch die Nacht
- 1998: Lupo und der Muezzin
- 2003: Herr Lehmann
- 2003: Berlin – Eine Stadt sucht den Mörder
- 2004: SOKO Wismar – Tödliche Nachbarn
- 2005: Der große Schlaf
- 2005: Kanzleramt
- 2006: Tatort – Sternenkinder
- 2006: Zwei Engel für Amor
- 2007: KDD – Kriminaldauerdienst – Unter Druck
- 2008: Küstenwache – Bombe an Bord
- 2008: Die Anwälte – Selbstjustiz
- 2008: Reversibel
- 2009: Die Bremer Stadtmusikanten